# リラクゼーション (心理学)

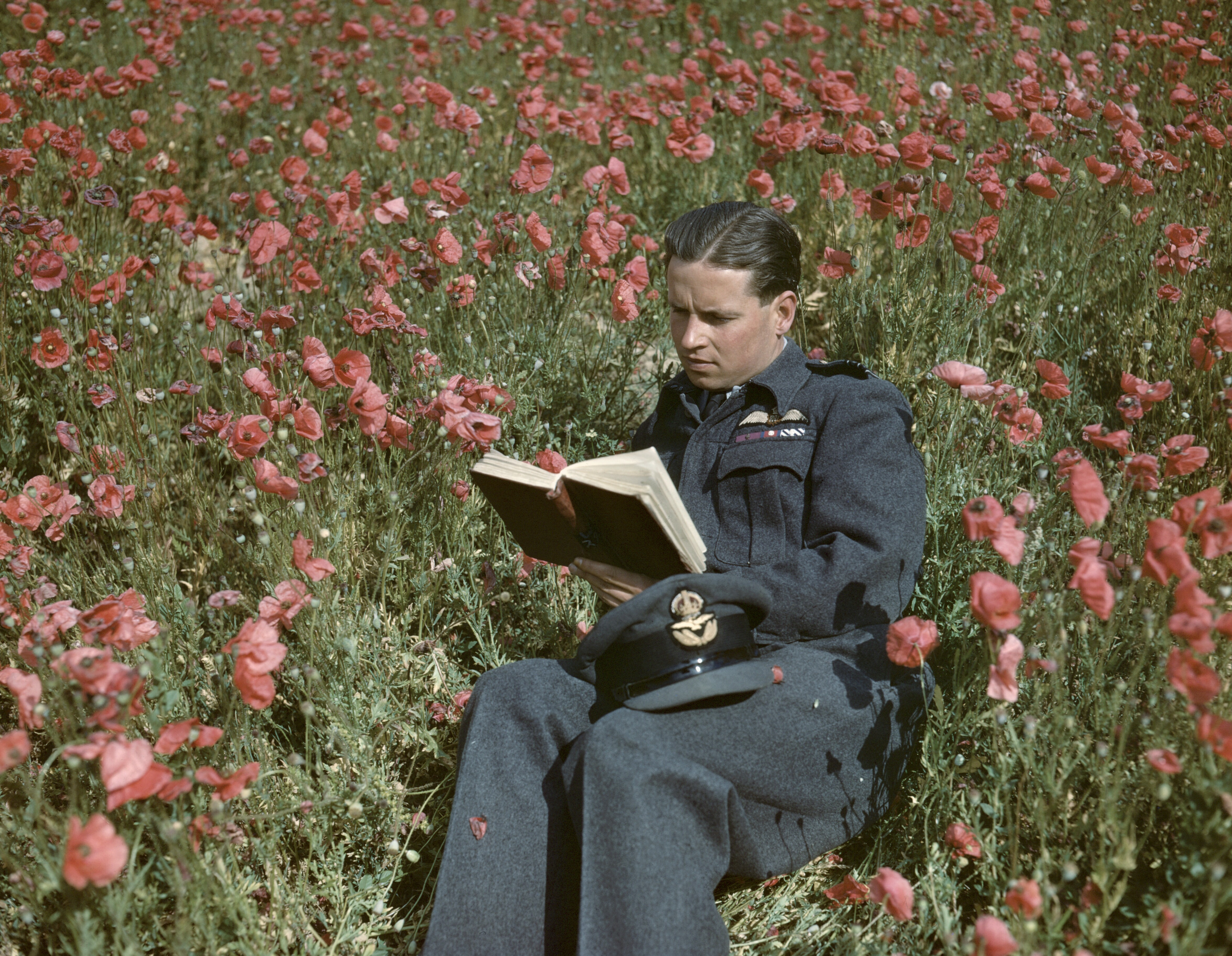
本でリラックスした人

心理学におけるリラクゼーション（Relaxation）とは、生物の感情状態が低緊張であることであり、その状態では怒り、不安、恐れなどを原因としうる覚醒をしていない。オックスフォード辞書によればリラクゼーションとは、身体と心が、緊張と不安から解放されているときである。リラクゼーションは、脳の前頭葉から生じる軽度のエクスタシーの一種であり、そこでは後方皮質が軽い鎮静剤を介して前頭皮質へ信号が送られている。リラクゼーションは瞑想、自律訓練法、漸進的筋弛緩法によって達成可能である。
リラクゼーションはストレスコーピングを改善するのに役立つ。ストレスは精神的な問題や身体的な問題の主な原因となりえるため、リラクゼーションすることは人の健康にとって有益である。私たちが緊張しているとき、交感神経系は活性化された状態にある。なぜならば戦うか逃げるか反応モードにあるからである。これが長い時間に及ぶと、人体に悪影響を及ぼす可能性がある。

## リラクセーション法
ストレス管理の文脈におけるリラクセーション法（Relaxation technique）とは、ストレスによって生じた精神・神経・筋肉の過剰な緊張を軽減・緩和する方法である。リラクセーション法をアプローチの方法によって分類すると以下のようにまとめることができる。
- 心理的アプローチ（イメージ療法、自律訓練法）
- 身体的アプローチ（漸進的筋弛緩法、呼吸法、動作法、フェルデンクライスメソッド、センサリーアウェアネス、ヨーガ、トレガーアプローチ）
- 感覚的アプローチ（アロマセラピー、音楽療法、芸術療法）
- 心理的、身体的アプローチを並行したもの（ゲシュタルト療法、フォーカシング、バイオエナジェティックス、バイオフィードバック法）

また、マインドフルネス瞑想もリラクセーション法に含まれ、心身の健康を維持・増進する技法の一つとして活用されている。